# Leirvík, Insulele Faroe
Leirvík este un oraș din Insulele Faroe.